# Ittihad Riadhi de Tanger
Pour les articles homonymes, voir Ittihad et IRT.
 (novembre 2020).
 (août 2023).
La mise en forme du texte ne suit pas les recommandations de Wikipédia : il faut le « wikifier ».
Les points d'amélioration suivants sont les cas les plus fréquents. Le détail des points à revoir est peut-être précisé sur la page de discussion.
- Les titres sont pré-formatés par le logiciel. Ils ne sont ni en capitales, ni en gras.
- Le texte ne doit pas être écrit en capitales (les noms de famille non plus), ni en gras, ni en italique, ni en « petit »…
- Le gras n'est utilisé que pour surligner le titre de l'article dans l'introduction, une seule fois.
- L'italique est rarement utilisé : mots en langue étrangère, titres d'œuvres, noms de bateaux, etc.
- Les citations ne sont pas en italique mais en corps de texte normal. Elles sont entourées par des guillemets français : « et ».
- Les listes à puces sont à éviter, des paragraphes rédigés étant largement préférés. Les tableaux sont à réserver à la présentation de données structurées (résultats, etc.).
- Les appels de note de bas de page (petits chiffres en exposant, introduits par l'outil «  Source ») sont à placer entre la fin de phrase et le point final[comme ça].
- Les liens internes (vers d'autres articles de Wikipédia) sont à choisir avec parcimonie. Créez des liens vers des articles approfondissant le sujet. Les termes génériques sans rapport avec le sujet sont à éviter, ainsi que les répétitions de liens vers un même terme.
- Les liens externes sont à placer uniquement dans une section « Liens externes », à la fin de l'article. Ces liens sont à choisir avec parcimonie suivant les règles définies. Si un lien sert de source à l'article, son insertion dans le texte est à faire par les notes de bas de page.
- La présentation des références doit suivre les conventions bibliographiques. Il est recommandé d'utiliser les modèles {{Ouvrage}}, {{Chapitre}}, {{Article}}, {{Lien web}} et/ou {{Bibliographie}}. Le mode d'édition visuel peut mettre en forme automatiquement les références.
- Insérer une infobox (cadre d'informations à droite) n'est pas obligatoire pour parachever la mise en page.

Pour une aide détaillée, merci de consulter Aide:Wikification.
Si vous pensez que ces points ont été résolus, vous pouvez retirer ce bandeau et améliorer la mise en forme d'un autre article.
Maillots
Actualités
L'Ittihad Riadhi de Tanger (IRT), ou simplement Ittihad Tanger, est un club omnisports marocain basé dans la ville de Tanger. Sa section de football est la plus performante et la plus ancienne au sein du club omnisports.
Bien que ses origines remontent à une équipe formée en 1944 appelée Deportivo Leonesa de Tanger, c’est en 1957 que le club, alors nommé Chabab Souani, est officiellement affilié à la Fédération royale marocaine de football — date considérée comme sa fondation officielle. Le club est ensuite devenu le Rajah de Tanger, puis le Rajah Port Tanger, avant de prendre le nom d’Ittihad Riadhi de Tanger en 1983.
Parmi les figures fondatrices du club figure Ahmed Zaidi, surnommé « Baba Ahmed », considéré comme le père spirituel de l’équipe. Il a contribué à la création du club initial sous le nom de La Leonesa de Tanger en 1944, puis a joué un rôle déterminant dans le changement de nom en Chabab Souani en 1957, période durant laquelle il occupait également le poste de président.

## Histoire du football à Tanger

### Les débuts du ballon rond (fin XIXe– 1956)
La pratique du football apparaît à Tanger dès la fin du XIXe siècle, lorsque marins et jeunes des missions étrangères improvisent des rencontres près du port. Au début du XXe siècle, plusieurs clubs se structurent : Alfonso XIII FC (1912 , futur Centro Español FC), puis toute une série d’équipes issues de la communauté espagnole dans le contexte de la Zone internationale (1925-1956). Parallèlement, des clubs à identité marocaine ou mixte voient le jour.  
| Club marocain/mixte         | Quartier d’origine | Année de fondation | Remarques                                |
| --------------------------- | ------------------ | ------------------ | ---------------------------------------- |
| Moghreb de Tanger           | القصبة / Kasbah    | 1919               | Premier club tangérois affilié à la LMFA |
| Hilal de Tanger             | خوصافات (Khosafat) | 1925               | 2e club tangérois affilié à la LMFA      |
| Chabab Âalam Tanger         | أمراح / Amrah      | 1946               | Évolue aujourd’hui en D2 amateur         |
| Atlas Marshan               | مرشان / Marshan    | 1923               | Actuellement Renaissance Tanger          |
| Wydad Athletic Tanger       | السواني / Souani   | 1951               | Évolue aujourd’hui en D2 amateur         |
| Deportivo Leonesa de Tanger | السواني / Souani   | 1944               | Aujourd’hui c'est l'IR Tanger            |

### Fondation du Deportivo Leonesa (1944 – 1957)
En 1944, des jeunes Marocains et Espagnols du quartier Souani fondent le Deportivo Leonesa de Tanger sur le terrain dit Stade Español. Le maillot est blanc et le short bleu . Parmi les fondateurs figure Ahmed Zaidi (Baba Ahmed), considéré comme le père spirituel du club. Leonesa évolue dans les divisions locales alors que d’autres clubs hispano-tangérois atteignent la Segunda ou la Tercera División espagnole.

### Marocanisation: Chabab Sawani puis Rajah Tanger (1957 – 1982)
Après l’Indépendance (1956) et le rattachement administratif de Tanger (1957), Leonesa adopte une identité pleinement marocaine : Chabab Sawani de Tanger (Juventud de Souani), toujours sous la présidence de Baba Ahmed. Le club démarre en divisions régionales tandis que le *MAT* évolue déjà parmi l’élite et *Atlas Marshan* en D2.
En *1971, l’équipe prend le nom Rajah Tanger et monte progressivement jusqu’en D2 (1979-1980). Durant cette saison, elle fusionne pour un an avec Port Tanger pour devenir Rajah Port Tanger avant de revenir à l’appellation Rajah Tanger.

### Naissance de l’Ittihad Riadi de Tanger (1983)
Après le retrait du Nahdat Tanger (1981-1982), Rajah – le club tangérois financièrement le plus stable – change d’identité et devient Ittihad Riadi de Tanger (IRT) (1983). 
Les licences 1983-1984 portent la mention « EX : A.S. Rajah Tanger » avec le cachet officiel Ittihad riadi de Tanger, illustrant la continuité juridique du club.

## Diversification du club (1983 – présent)
Dès 1983, l’IRT se transforme en club omnisports ; il compte aujourd’hui plus de 14 sections actives :
- Basket-ball : section créée en 1983, triple championne du Maroc (1993, 2008, 2009).
- Volley-ball : fondé en 1993, sacré champion national masculin 2011, 2013, 2015, 2017 et 2024-2025[6].
- Handball (féminin) : titres jeunes 2024[7].
- Football féminin, futsal, beach-soccer, e-sports, athlétisme, taekwondo, natation, pétanque, échecs… Le portail officiel *IRT Plus* recense plus de quatorze disciplines aujourd’hui[8].

Ainsi, l’Ittihad Riadi de Tanger est devenu l’un des clubs omnisports de référence au Maroc, tout en préservant un héritage footballistique qui remonte à 1944.

## Palmarès
Compétitions nationaux
- Botola Pro1 (1)
  - Champion : 2017/18
  - Vice-champion : 1989/90

- Coupe du Trône
  - Demi-finaliste : 1994/95, 2005/06 et 2016

- Botola Pro2 (6)
  - Champion : 1930/31, 1933/34, 1936/37, 1961/62, 2000/01 et 2014/15
  - Vice-champion : 1986/87

- Botola Amt1 (4)
  - Champion : 1929/30, 1958/59, 1985/86, 1998/99

Compétitions amicaux
- Tournoi Ibn Battuta (1)
  - Vainqueur : 2025

## Statistiques
- Plus large victoire :

- IR Tanger 4-0  Hassania d'Agadir  (Saison 2016/17)(Championnat du Maroc)    
- IR Tanger 4-0 Moghreb de Tétouan  (Coupe du Trône 2016)    
- Plus large défaite :

Contre le Wydad AC 6-1 (Saison 1993/94)

## Infrastructures

### Stade de Marchan (1919-2011)
Ancien stade du club, remplacé par le Stade Ibn Batouta en 2011, avec une capacité de 20 000 places. Le Stade Marchan a été construit par le gouvernement international en 1939, il figurait à l'époque parmi les premiers complexes sportifs, et l'un des plus anciens stades du Maroc.
Le Stade de Marchan a été inauguré en 1939 par les colons espagnols sous le nom de Stade Municipal. Parmi les premiers clubs qui ont disputé des matchs pendant la colonisation espagnole au Maroc : Escuela Hispano Marruqui , Tánger F.C, Unión Tangerina F.C, Athletic Club de Tánger, Racing Club de Tánger, ASF Tanger, etc

### Stade Ibn Batouta (depuis 2011)

Vue horizontale sur le Stade Ibn Batouta en décembre 2018.

C'est le stade du club depuis 2011, ce stade est nommé d’après l'explorateur et voyageur Ibn Battûta à l'origine de Tanger. Il a une capacité de 85 000 places. Le stade a coûté 944 millions de dirhams, soit 90 millions d’euros. Ce grand stade offre une capacité de 65 000 places assises (dont 715 places pour la presse et 500 places VIP).
Le Stade a été inauguré le 26 avril 2011, lors d’un tournoi qui a vu la participation de trois équipes : l’Atlético de Madrid, l’IRT de Tanger et le Raja de Casablanca, par deux matchs le premier opposa l'équipe réserve de l'Atlético de Madrid contre Ittihad de Tanger, conclu sur un score de 1-1 ainsi qu'une deuxième rencontre entre le Raja de Casablanca et l'équipe première de l'Atlético de Madrid.
Le stade est localisé à 10 km du centre-ville et est desservi par l'aéroport de Tanger-Ibn Battouta (à 4 km) et la gare de Tanger-Ville (à 10 km).
L'accès est assuré par 17 portes et une entrée principale. Le stade renferme un centre média de 600 m2, une infirmerie et un parking pouvant accueillir 7 500 voitures.
Le calendrier des travaux d’extension du Grand Stade de Tanger Ibn Battouta a été affecté par la sélection de Tanger pour accueillir certains matchs de la Coupe du monde des clubs, prévue du 1er au 11 février 2023.
En effet, les travaux, qui ont démarré à la fin de l’année 2021 et qui devaient durer 18 mois, seront achevés, au plus tard, ce 20 janvier au lieu d’avril-mars 2023, nous apprend une source sûre.
"Le projet est en ébullition pour être fin prêt lors de ce rendez-vous. Il sera livré au plus tard le 20 janvier prochain. Le gros des travaux sera achevé avant le 13 janvier, juste avant une visite des services de la FIFA", indique une source. "L’organisation de la Coupe du monde des clubs 2023 n’est pas seulement l’affaire de quelques infrastructure sportives. Ce sont aussi des préparatifs en termes d’hébergement et de transport."
C’est d’ailleurs pour leurs infrastructures et leurs capacités d’hébergement que les villes de Rabat et Tanger ont été choisies pour accueillir ce grand évènement.

## La pelouse du stade principal prête
"Concernant l’infrastructure sportive, elle concerne le stade principal et les pelouses d’entraînement. La pelouse du stade principal est déjà prête. Nous avons profité de la trêve de la Coupe du monde pour l’achever. Le reste des travaux va bon train", précise encore notre source.
L’Association nationale des équipements publics (ANEP), maître d’ouvrage délégué du projet d’extension du Grand Stade de Tanger, est notamment chargée de la préparation des pelouses d’entraînement. Dans la capitale, également sélectionnée pour accueillir quelques matchs de la compétition, c'est la société Rabat Aménagement qui a été désignée.
"Pour ce projet, l’ANEP était sur des délais plus longs. A présent, on est sur une autre configuration, afin d’être prêt à temps pour la Coupe du monde des clubs 2023."
Les travaux consistent principalement à améliorer la capacité d’accueil du stade de 23.000 places supplémentaires, passant de 45.000 places environ à plus de 68.000 places. Ils concernent aussi la pelouse, qui devait être refaite, ainsi que l’entretien des bâtiments du stade (peinture, menuiserie, gros œuvres, étanchéité et revêtement, entre autres).

## Des équipes mobilisées 24h/24
"Le nécessaire est en train d’être fait pour être au rendez-vous, achever les gradins, mettre en place les sièges et renforcer l’éclairage", ajoute notre interlocuteur. "Le taux d’avancement du chantier se situe entre 60% et 70%. Plusieurs équipes s’y relaient 24h/24 pour accélérer la cadence."
En ce qui concerne l'état d’avancement de ce projet, une commission ministérielle se charge du volet stratégique. Elle est composée du ministre de l’Education nationale, du préscolaire et des sports, Chakib Benmoussa, du président de la Fédération royale marocaine de football (FRMF), Fouzi Lekjaâ, et du ministère de la Jeunesse, de la culture et de la communication, qui chapeautera la cérémonie d’ouverture.
Le volet pilotage, pour sa part, est géré par les vice-présidents de diverses fédérations et les directeurs généraux des organismes concernés, notamment la société Rabat Aménagement. Pour rappel, la Coupe du monde des clubs connaîtra la participation, entre autres, du Real Madrid, vainqueur de la Ligue européenne des Champions, du Wydad de Casablanca, vainqueur de la Ligue des Champions de la CAF, des Sounders de Seattle, du Flamengo et de l’Auckland City. Inauguré en 2011, le Grand Stade de Tanger Ibn Battuta est situé à l’entrée de la ville, à dix minutes du centre. Il est desservi par l’aéroport international de Tanger (4 km) et la gare ferroviaire (10 km). Des lignes de bus assurent par ailleurs un transport direct. Outre les matchs de football, le stade accueille différents types d’évènements, des séminaires aux team building d’entreprises en passant par les soirées de gala et concerts. Il possède quatre vestiaires de football, deux vestiaires d’athlétisme et un vestiaire pour les arbitres.
Un nouveau projet d'élargissement du Grand Stade de Tanger à l'étude
Le projet d'élargissement du Grand Stade de Tanger vise à porter sa capacité d'accueil à plus de 90.000 places. Il sera également couvert. Invité de l'émission Panorama Sport de Médi1 TV, Abdelmalek Abroun, membre du comité directeur de la Fédération royale marocaine de football (FRMF), chargé des infrastructures, a révélé que les projets d'élargissement du stade Ibn Battouta de Tanger et de sa couverture étaient en cours d'étude, en prévision de l'organisation de la Coupe d'Afrique des Nations prévue en 2025, et pour laquelle le Maroc s'est porté candidat. 07/03/2023 14:32 Un nouveau projet d'élargissement du Grand Stade de Tanger à l'étude - Médias24 https://medias24.com/2023/01/30/un-nouveau-projet-delargissement-du-grand-stade-de-tanger-a-letude/ 2/2 L'objectif du projet d'élargissement est d'atteindre une capacité de 90.000 places, a-t-il précisé, ajoutant que la piste d'athlétisme sera abandonnée. Abdelmalek Abroun a également évoqué le projet de Grand Stade de Casablanca, annoncé depuis des années. Rappelons que le Grand Stade de Tanger Ibn Battuta a fait l'objet de travaux d’extension ayant porté sa capacité d’accueil de 45.000 à plus de 68.000 places. Il s'apprête à accueillir la Coupe du monde des clubs, prévue du 1er au 11 février 2023.
https://medias24.com/2023/01/04/le-grand-stade-de-tanger-sera-livre-le-20-janvier-2023-au-plus-tard/
https://medias24.com/2023/01/30/un-nouveau-projet-delargissement-du-grand-stade-de-tanger-a-letude/

## Personnalités du club

### Entraîneurs[10]du club
- Jorvan Vieira (1984–86)
- Aziz El Amri (1996–97)
- Aziz El Amri (2001–02)
- Raoul Savoy (2006)
- juil. 2012-nov. 2012 :  Youssef Fertout
- Mohamed Amine Benhachem (2014-2015)
- Abdelhak Benchikha (2015–2017)
- Badou Zaki (2017)
- Idriss Mrabet (2017–2019)
- Abdelouahed Belkacem (2019–2020)
- Idriss Mrabet (2020–2021)
- Bernard Casoni (2021–2022)
- Juan Pedro Benali (2022)
- Badou Zaki (2022)
- Hakim Daoudi (2022-2023)
- Hilal Et-Tair (2023-)

### Anciens joueurs du club
- Nouaman Aarab
- Ayoub Jarfi
- Talal El Karkouri
- Lahcen Abrami
- Mohamed Madihi
- Khalid Fouhami
- Mehdi Khallati
- Aziz Elqinani
- Hafid Abdessadek
- Ahmed Hamoudan
- Bakr El Helali
- El Hadji Youssoupha Konate
- Axel Méyé
- Mukoko Batezadio
- Hervé Guy
- Enes Sipović

## Finances
| Saison    | Recettes (en millions) | Dépenses (en millions) | Source |
| --------- | ---------------------- | ---------------------- | ------ |
| 2016/2017 | 35,74                  | 35,69                  | [ 13 ] |

## Images et symboles

### Écusson
Le bleu représente la mer, notamment du fait que Tanger est surnommée la ville du détroit. En bas à gauche, on[Qui ?] retrouve un emblème de la ville : Les Grottes d’Hercule . Plus haut, le nom de l’équipe en arabe avec un ballon de foot pouvant changer en fonction du sport.

## Supporters et Rivaux

### Rivalité
La rivalité entre l'Ittihad de Tanger et le Moghreb de Tétouan est ancrée dans une longue tradition de compétition sportive et culturelle entre les deux villes. Tandis que Tanger et Tétouan s’opposaient déjà dans le football espagnol (notamment entre l’Atlético de Tétouan et l’Union Deportiva Española), la confrontation a pris une nouvelle dimension avec le derby local, considéré comme l’un des plus suivis du nord du Maroc.
Sur le plan sportif, le match du 20 mai 2006 entre l’IRT et le MAT s’est soldé par une victoire 1‑0 en faveur du MAT, avant une longue interruption du derby au niveau national.
Avec la remontée de l’IRT en première division en 2015, le derby s’est rejoué pour la première fois au Stade Ibn Batouta, se terminant sur un match nul,.
À la suite d’incidents dans les tribunes, l’IRT s’est vu infliger une série de *trois matchs à huis clos* ainsi qu’une *amende de 50 000 dirhams* par la FRMF.
Le 11 juin 2016, l’IRT a infligé une défaite historique au MAT (4‑0) au Stade Ibn Batouta, ce qui reste le plus large score dans l’histoire moderne du derby du Nord.
Plus récemment, le derby du 14 avril 2025 s’est soldé par une victoire 2‑1 du MAT au stade de Tétouan.

## Images

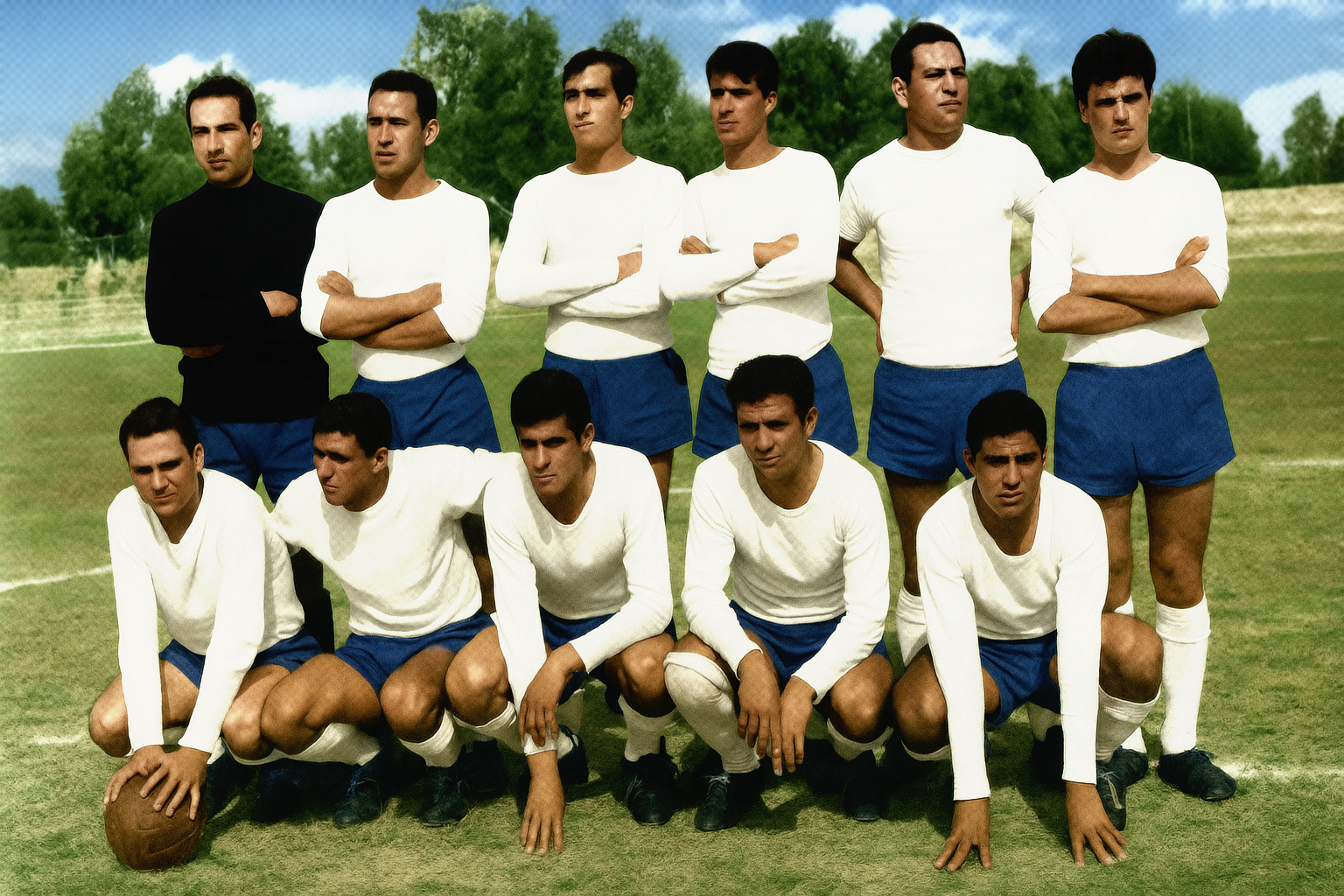

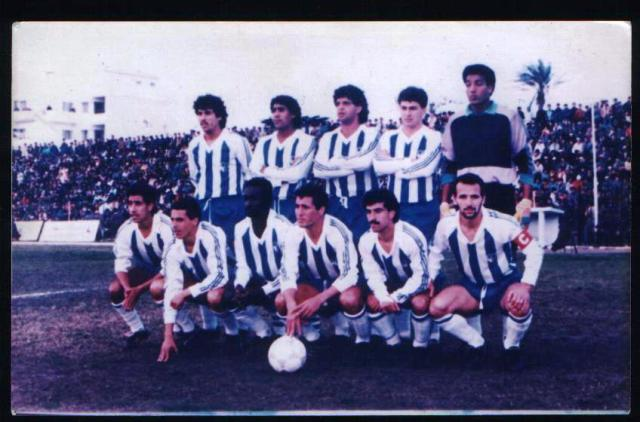
IR Tangier back in the late 1980s and 1990s.

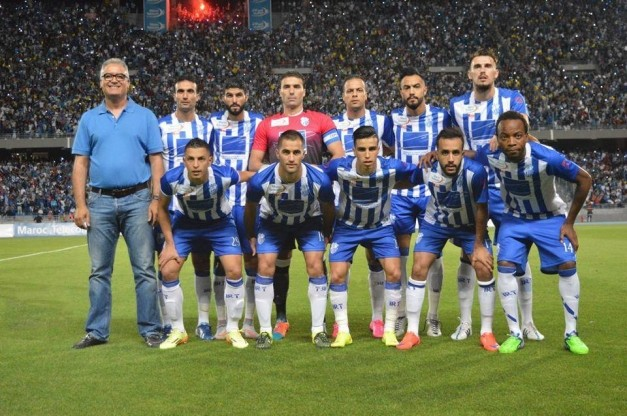
IR Tangiers team in 2015–16 Season